# Centrosaurinae
Die Centrosaurinae sind ein Taxon (eine systematische Gruppe) der Dinosaurier. Zusammen mit den Chasmosaurinae bilden sie die Gruppe der Ceratopsidae innerhalb der Ceratopsia.

## Merkmale

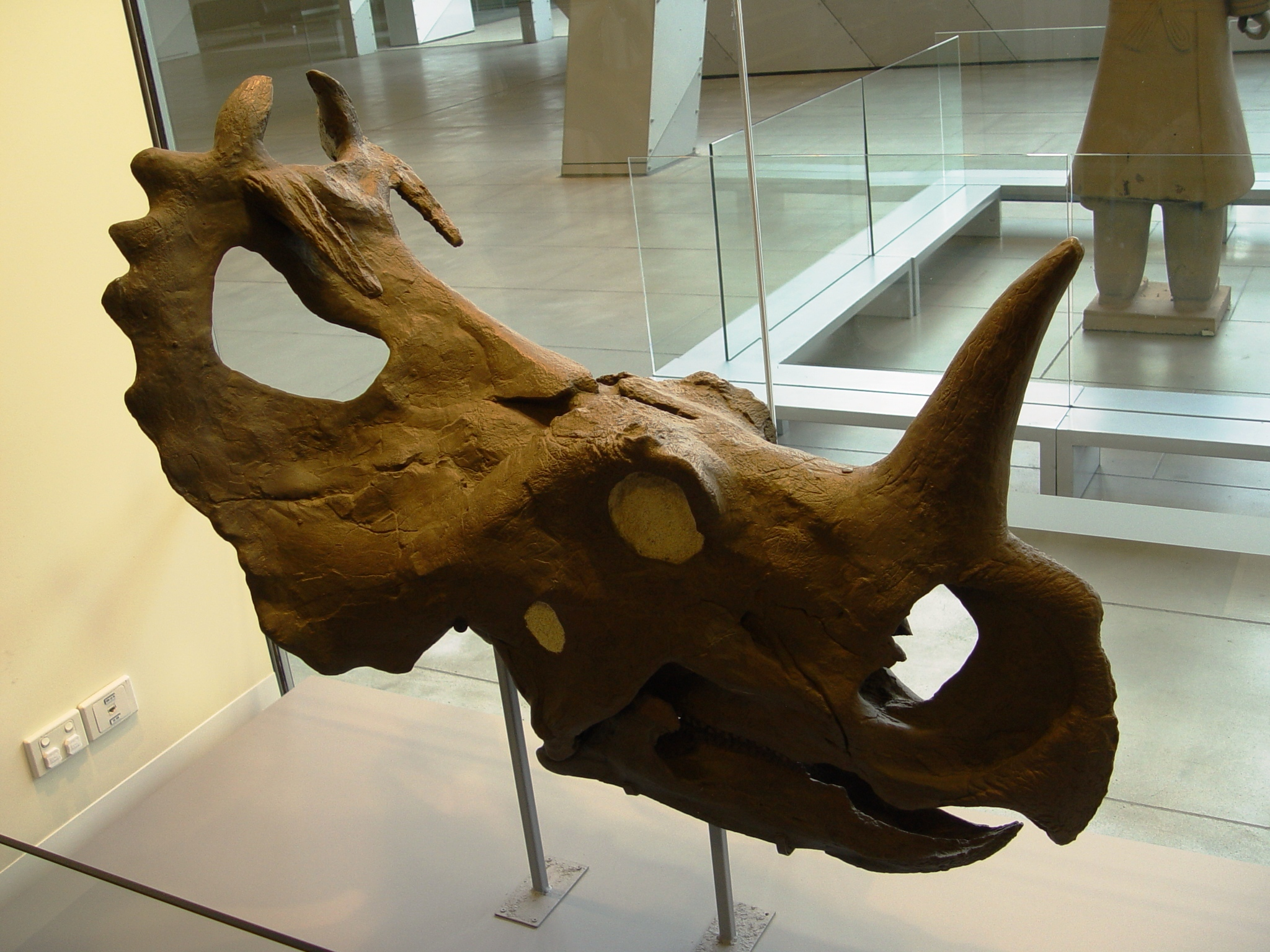
Typisch für die Centrosaurinae (hier der Schädel von Centrosaurus) ist das lange Nasenhorn, die fehlenden Überaugenhörner und die stacheligen Verknöcherungen am Rand des relativ kurzen Nackenschildes.

Die Centrosaurinae weisen den üblichen Körperbau der Ceratopsidae auf. Es waren eher schwerfällige Tiere mit stämmigen Gliedmaßen, die sich quadruped (auf allen vieren) fortbewegten. Die Hinterbeine waren deutlich länger als die Vorderbeine.
Der Schädel war groß und wuchtig und wies eine zugespitzte Schnauze auf. Diese war wie bei allen Ceratopsia aus dem Rostralknochen (vor dem Oberkiefer) und dem Praedentale (vor dem Unterkiefer) gebildet. Der Rostralknochen war bei den Centrosaurinae lateral (seitlich betrachtet) annähernd dreieckig. Die Bezahnung bestand wie bei allen Ceratopsidae aus Zahnbatterien, das sind reihenförmig angeordnete Zähne, die bei Abnutzung durch den nachfolgenden Zahn ersetzt wurden.
Die auffälligsten Unterschiede zu den Chasmosaurinae bestanden in den Hörnern und im Nackenschild. Das Nasenhorn war verlängert (es konnte bei Styracosaurus bis zu 50 Zentimeter ausmachen), die Überaugenhörner waren hingegen verkleinert oder fehlten sogar vollständig. Der Nackenschild, der wie bei allen höheren Ceratopsia aus dem Scheitel- und dem Schuppenbein gebildet war, war relativ kurz – seine Länge beträgt höchstens 70 % der Länge des eigentlichen Schädels. (Allerdings gibt es auch bei den Chasmosaurinae Vertreter mit (nachträglich) verkürztem Nackenschild wie Triceratops.) Der äußere Rand des Schilds ist mit wellenförmigen Verknöcherungen bedeckt, die Epoccipitalia genannt werden. Bei manchen Arten entwickelten sich die Epoccipitalia zu stachelähnlichen Strukturen, die auch nach vorne gerichtet sein konnten.

## Verbreitung und Systematik

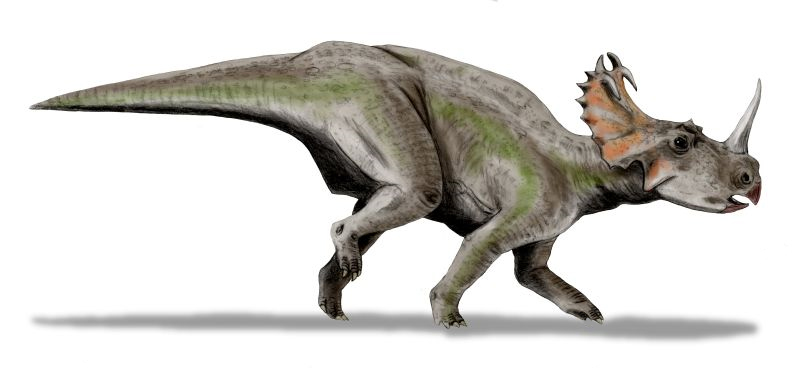
Centrosaurus

Wie alle Ceratopsidae waren die Centrosaurinae vor allem auf das westliche Nordamerika beschränkt, das in der Kreidezeit durch ein Meer vom Rest des Kontinents getrennt war. Die einzige bekannte Ausnahme stellt der erst 2010 beschriebene Sinoceratops dar, der im heutigen China gefunden wurde.
Fossile Überreste dieser Dinosauriergruppe sind nur aus dem Campanium und dem untersten Maastrichtium bekannt und damit 83 bis 71 Millionen Jahre alt. Die Centrosaurinae starben vor etwa 71 Millionen Jahre aus, Millionen Jahre vor ihrer Schwestergruppe, die Chasmosaurinae, die bis zum Ende der Kreidezeit überlebten.
2015 wurde der Stammbaum der Centrosaurinae von Evans & Ryan (2015) anlässlich der Erstbeschreibung des in Kanada gefundenen Wendiceratops überarbeitet. Demnach stellt Diabloceratops die basalste Gattung und das Schwestertaxon aller anderen bekannten Centrosaurinae dar, gefolgt von einem gemeinsamen Taxon aus Nasutoceratops und Avaceratops. Bei einer phylogenetischen Analyse 2012 wurde Xenoceratops noch als basalste Gattung der Centrosaurinae betrachtet und allen anderen bekannten Gattungen einschließlich des Diabloceratops  gegenübergestellt.
Folgende Gattungen werden zu den Centrosaurinae gerechnet:
- Achelousaurus
- Albertaceratops
- Avaceratops
- Brachyceratops ?
- Centrosaurus
- Coronosaurus
- Crittendenceratops[5]
- Diabloceratops[6]
- Einiosaurus
- Machairoceratops[7]
- Menefeeceratops[8]
- Monoclonius ?
- Nasutoceratops[9]
- Pachyrhinosaurus
- Rubeosaurus[10]
- Sinoceratops[2]
- Spinops[11]
- Stellasaurus[12]
- Styracosaurus
- Wendiceratops[13]
- Xenoceratops
- Yehuecauhceratops[14]